# Dret penal
El dret penal és la branca del dret públic que regula la potestat correctiva (ius puniendi) de l'Estat. El dret penal és el conjunt de normes jurídiques que associen al delicte, com a pressupòsit, penes i/o mesures de seguretat, com a conseqüència jurídica. El Dret Penal és un conjunt de normes que regulen els tres pilars del degut procés, amb l'única finalitat de l'aplicació de les lleis de fons, o dret substancial.
Quan es parla de dret penal s'utilitza el terme amb diferents significats, d'acord amb el que es vulgui fer referència; de tal manera, es pot parlar manera preliminar d'un Dret penal substantiu i, d'altra banda, del Dret penal adjectiu o  processal penal.
El primer d'ells està constituït pel que generalment es coneix com a codi penal o lleis penals de fons, que són les normes promulgades per l'Estat, que estableixen els delictes i les penes, mentre que el dret processal penal és el conjunt de normes destinades a establir la manera d'aplicació de les mateixes.
El dret penal vigent a l'Estat espanyol està recollit al Codi Penal i a altres lleis penals especials. El Codi Penal vigent, que constitueix la part fonamental de la legislació penal espanyola, va ser promulgat el 23 de novembre de 1995, i va substituir l'anterior codi, que datava de l'any 1944.

## Definicions
El Dret penal és el saber jurídic que estableix els principis per a la creació, interpretació i així executar l'aplicació de les lleis penals (fins i tot als casos privats); proposa als jutges un sistema orientador de les seves decisions, que conté i redueix el poder punitiu per impulsar el progrés de l'Estat constitucional de dret.
Entre altres definicions es poden citar les d'alguns Doctrinarios, com ara:
- Franz von Liszt: «Conjunt de regles jurídiques establertes pel Estat, que associen el crim com a fet, a la pena com a legítima conseqüència».
- Ricardo Núñez Muñoz: «La branca del Dret que regula la potestat pública de castigar, establint el que és punible i les seves conseqüències, i aplicar una sanció o una mesura de seguretat als autors d'infraccions punibles ».
- Luis Jiménez de Asúa: «Conjunt de normes i disposicions jurídiques que regulen l'exercici del poder sancionador i preventiu de l'Estat, establint el concepte de delicte com pressupost de l'acció estatal, així com la responsabilitat del subjecte actiu, i associant a la infracció de la norma una pena final o una mesura de seguretat ».
- Fontán Balestra: «Branca de l'ordenament jurídic que conté les normes jurídiques imposades sota amenaça de sanció».
- Cándido Herrero: «Conjunt de normes jurídiques establertes per l'Estat, que defineixen les conductes delictives i les penes o mesures de seguretat que cal aplicar als seus infractors».
- Zaffaroni: «Conjunt de lleis que tradueixen normes tuïtives de béns jurídics i que necessiten el seu abast, la violació es diu delicte i s'importa una coerció jurídica particularment greu, que procura evitar noves violacions al dret».

El Dret penal no es redueix a la llista de les conductes considerades delictes i la pena que a cadascun correspon, sinó que fonamentalment la seva missió és protegir la societat. Això s'aconseguiria a través de mesures que d'una banda porten a la separació del delinqüent perillós pel temps necessari, al mateix temps que es reincorpora al medi social a aquells que no ho són mitjançant el tractament adequat en cada cas per aconseguir aquesta finalitat. Així doncs, el Dret penal es pot definir com el conjunt de normes, pertanyents a l'ordenament jurídic de determinat estat, la finalitat primordial és regular conductes punibles, considerades com a delictes, amb l'aplicació d'una pena.

## Relació amb altres branques del Dret
Si bé el Dret és un tot, en el qual és impossible escindir totalment unes normes d'altres, per qüestions didàctiques, pedagògiques, i també pràctiques a l'hora de la seva aplicació, l'hi divideix en diferents branques. Amb cadascuna d'elles el Dret penal té vinculacions:
- Dret constitucional: La Constitució de cada Estat és la que fixa les bases i els límits als quals el dret penal haurà de subjectar-(limitacions a lius puniendi), amb principis com el de presumpció d'innocència, degut procés, entre d'altres.
- Dret civil: Moltes de les nocions que s'utilitzen en el Dret penal provenen o són definides en el dret civil. Perquè hi hagi adulteri, per exemple, ha d'haver matrimoni, i aquest és un concepte civil; o perquè hi hagi robatori, ha d'haver propietat.
- Dret mercantil: Succeeix el mateix que en el cas anterior. Podem exemplificar amb el delicte d'estafa amb xec, per a això és necessari prendre del dret comercial el concepte de xec.
- Dret administratiu: D'una banda, el dret penal protegeix l'activitat administrativa sancionant les conductes que atempten contra el seu degut funcionament; per una altra, generalment, el fet revestir l'autor del delicte autoritat administrativa agreuja la pena. Després, l'exercici de la persecució penal, en estar a càrrec d'òrgans administratius, sobre també a aquestes dues branques del dret. Finalment, quan els òrgans administratius imposen sancions, s'ha entès que els principis i garanties del Dret penal són també aplicables en l'exercici d'aquesta jurisdicció, encara que amb caràcter.

## Relació amb altres ciències penals
El jurista Jiménez de Asúa va classificar les ciències penals en les següents disciplines, estant enquadrat el Dret penal en les ciències jurídic-repressives:
- Ciències penals filosòfiques i històriques: Filosofia del Dret Penal, Història del Dret Penal i Legislació penal comparada.
- Ciències causal-explicatives, que va identificar amb la Criminologia: Antropologia i Biologia criminal, Psicologia criminal, Sociologia criminal i Penologia.
- Ciències jurídic-repressives: Dret penal, Dret processal penal, Dret penitenciari i Política criminal.
- Ciències de la indagació: Criminalística i Policia judicial científica.
- Ciències auxiliars: Estadística criminal, Medicina Legal i Psiquiatria forense.

## Evolució històrica
Cada societat, històricament, ha creat -i crea- les seves pròpies normes penals, amb trets i elements característics segons el bé jurídic que en cada cas es vulgui protegir.
Tabú i venjança privada: en els temps primitius no existia un dret penal estructurat, sinó que havia tot un seguit de prohibicions basades en conceptes màgics i religiosos, la violació portava conseqüències no només per l'ofensor sinó també per a tots els membres de la seva família, clan o tribu.
Quan es responsabilitzava a algú per la violació d'una d'aquestes prohibicions (tabú), l'ofensor quedava a mercè de la víctima i els seus parents, els qui ho castigaven causant-li a ell i la seva família un mal major. No existia cap relació entre l'ofensa i la magnitud del càstig.
La Llei del Talió: les primeres limitacions a la venjança com a mètode de càstig sorgeixen amb el Codi d'Hammurabi, La Llei de les XII Taules i la Llei Mosaica, que intenten establir una primera proporcionalitat entre el dany produït i el càstig. És el famós "ull per ull, dent per dent".
En els casos en què no existia dany físic, es buscava una forma de compensació física, de manera tal, per exemple, que l'autor d'un robatori se li tallava la mà.
A aquesta mateixa època correspon l'aparició de l'anomenada Composició, consistent en la substitució de la pena pel pagament d'una suma dinerària, per mitjà de la qual la víctima renunciava a la venjança.
En l'actualitat, en alguns casos, s'està introduint la remissió de la pena a canvi de serveis a la comunitat.

### Dret romà
L'extens període que abasta el que habitualment anomenem Dret romà pot ser bàsicament dividit en èpoques, d'acord al tipus de govern que cadascuna d'elles va tenir. A partir de la Llei de les XII Taules es distingeixen els delictes públics ("crims") dels delictes privats ("delictes", en sentit estricte). Els primers eren perseguits pels representants de l'Estat en interès d'aquest, mentre que els segons eren perseguits pels particulars en el seu propi interès. És de destacar que la llei de les XII taules no establia distincions de classes socials davant el dret.
Amb el córrer del temps els delictes privats passen a ser perseguits per l'Estat i sotmesos a pena pública.
Una de la pitjors penes era la capitis deminutio màxima .
Durant l'època de la República, només van quedant com a delictes privats els més lleus. El Dret penal romà comença a fundar-se en l'interès de l'Estat, reafirmant-d'aquesta manera el seu caràcter públic.
Aquesta característica es veu clarament en l'època de l'Imperi. Els tribunals actuaven per delegació de l'emperador; el procediment extraordinari es va convertir en jurisdicció ordinària en raó que l'àmbit dels crims contra la majestat de l'imperi va marxar ampliant cada vegada més. Amb el desenvolupament del període imperial no es tractarà ja de tutelar públicament interessos particulars, sinó que tots seran interessos públics.

### Edat mitjana

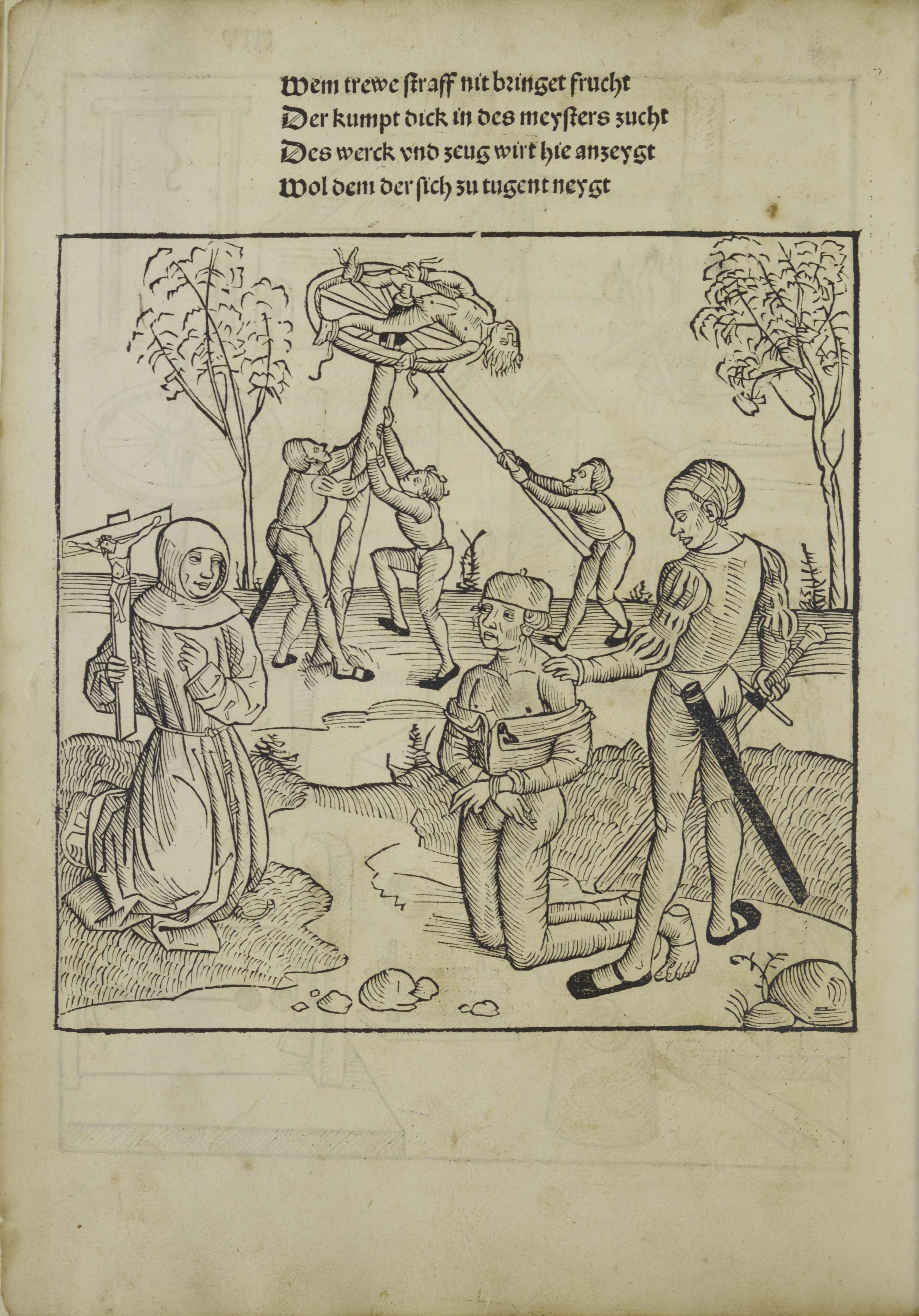
Blatt 40 ^{ v } Constitutio Criminalis Bambergensis, 1507.

L'edat mitjana: durant l'edat mitjana desapareix l'Imperi Romà, i amb ell la unitat jurídica d'Europa.
Les invasions dels bàrbars van portar costums jurídic-penals diferents, contraposades moltes d'elles als principis del dret de l'Imperi Romà.
A mesura que el senyor feudal enforteix el seu poder, es va fent més uniforme el dret, com a fruit de la unió de l'antic dret romà i dels costums bàrbares.
Així cobra força el dret canònic, provinent de la religió catòlica que s'imposava a Europa per ser la religió que s'havia estès juntament amb l'Imperi Romà.
El dret canònic que va començar sent un simple ordenament disciplinari creix i la seva jurisdicció s'estén per raó de les persones i per raó de la matèria. arribant a ser un complet i complex sistema de dret positiu.
El delicte i el pecat (s'homologaven) representaven l'esclavitud i la pena l'alliberament; és fruit d'aquesta concepció el criteri tutelar d'aquest dret que va desembocar en el procediment inquisitorial.
Es pot destacar que el dret canònic va institucionalitzar el dret d'asil, es va oposar a les ordalies i va afirmar l'element subjectiu del delicte.
És molt debatut si es distingia el delicte del pecat, però la majoria dels autors coincideixen que encara que hi hagi existit una distinció teòrica, en la pràctica la mateixa s'esvaïa. Només cal esmentar alguns dels actes que es consideraven delictes: la blasfèmia, la bruixeria, el menjar carn en quaresma, el subministrament, tinença i lectura de llibres prohibits, la inobservança del firat religiós, etc.

#### Els Glossadors i els Postglossadors
Amb la concentració del poder en mans dels reis, i la consegüent pèrdua del mateix per part dels senyors feudals, s'estableixen les bases dels Estats moderns.
Es produeix llavors el renaixement del dret romà. En les universitats italianes, principalment, s'estudia aquest dret, com també les institucions del Dret Canònic i del dret germànic.
Els glossadors avancen sobre el dret romà a través del Corpus Iuris de Justinià, rebent el seu nom pels comentaris (glossa) que incloïen en els texts originals.
Els postglossadors van ampliar el camp d'estudi, incloent també les costums (Dret consuetudinari).

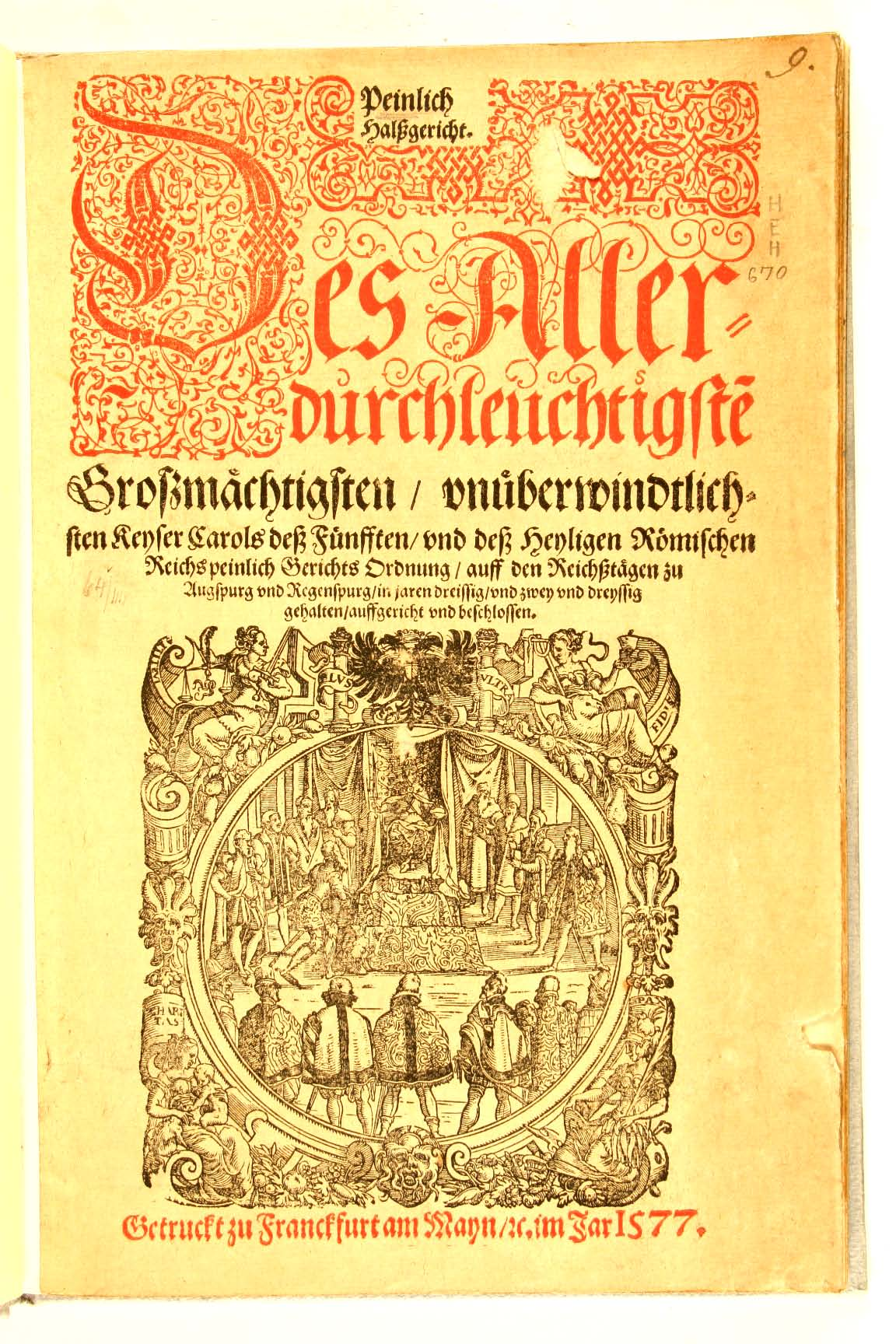
Constitutio Criminalis Carolina. Publicació: Frankfurt del Main. J. Schmidt. Verlegung Sigmund Feyrabends, 1577.

#### Les Partides
Las Siete Partidas d'Alfons el Savi constitueixen un codi aparegut entre els anys 1256 - 1265, que va exercir després una enorme influència en la legislació general. Les disposicions penals de les Partides es troben a la partida VII, completant-se amb nombroses disposicions processals referents al penal contingudes en la Partida III.
Queda definitivament consagrat el caràcter públic de l'activitat repressiva, i s'estableix que la finalitat de la pena és l'expiació, és a dir, la retribució del mal causat, com a mitjà d'intimidació, perquè el fet no es repeteixi.
Es distingeix d'acord amb la influència del dret romà el fet comès pel imputable (per exemple el boig, el furiós, el desmemoriat i el menor de deu anys i mig, sense perjudici de les responsabilitats en què incorrin els parents per la seva falta de cura). Distingida així la condició subjectiva per a la imputació, establint-se que a aquests subjectes no se'ls pot acusar, queda fermament fixat el sentit subjectiu d'aquesta llei penal, la qual, en aquest terreny, traça nítides diferències entre la simple comissió d'un fet i la seva comissió culpable.
Conté també, especialment en l'homicidi, la diferència entre el fet dolós, el culpós i el justificat.
Es preveuen certes formes d'instigació, de temptativa i complicitat.

#### La Carolina
L'any 1532 Carles V va sancionar la Constitutio Criminalis Carolina o Ordenança de Justícia Penal, que si bé no era obligatòria per als senyors feudals en els seus territoris, igualment va sustentar el Dret penal comú alemany.
Tipificava delictes com ara la blasfèmia, la bruixeria, la sodomia, la seducció, l'incest, etc. i les penes variaven entre el foc, l'espasa, l'esquarterament, la forca, la mort per asfíxia, l'enterrament del cos viu, el ferro candent i la flagel·lació.
La Carolina és un codi penal, de procediment penal i una llei d'organització de tribunals. En realitat no té un veritable mètode, sinó que és una llarga i complexa enumeració de reglamentacions, admetent l'analogia i la pena de mort la agreujament en diverses formes admet, mostrant clarament que l'objecte principal de la pena és la intimidació.
La seva importància rau en la reafirmació del caràcter estatal de l'activitat punitiva. D'altra banda, desapareix definitivament el sistema composicional i privat, i l'objectivitat del dret germànic, amb l'admissió de la temptativa.

### Dret penal liberal

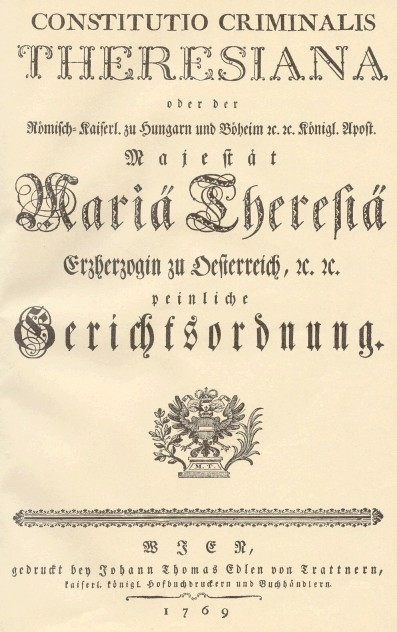
Constitutio Criminalis Theresiana, 1768.

César Bonesana (Cesare Beccaria) va ser l'autor de Dels delictes i les penes (1764) al qual es considera com l'obra més important del Iluminisme en el camp del Dret penal.
La pretensió de Beccaria no va ser construir un sistema de Dret penal, sinó traçar directrius per a una política criminal.
Segons Jiménez de Asúa, «Beccaria va ser el primer que es va atrevir a escriure en forma senzilla, en italià, en forma d'opuscle, i concebut en escarits sil·logismes si no en la d'aquells infolis en què els pràctics tractaven de resumir la multiplicitat de les lleis de l'època. Sobretot, Beccaría és el primer que s'atreveix a fer política criminal, és a dir, una crítica de la llei ».
No obstant això, no es pot deixar d'esmentar en la mateixa línia a Montesquieu, Marat i Voltaire.
Beccaria part dels pressupostos filosòfics imperants de l'època (el Contracte Social, de Rousseau) com a origen de la constitució de la societat i la cessió de mínims de llibertat a mans de l'Estat i el seu poder punitiu per la conservació de les restants llibertats.
La crítica sorgida del llibre de Beccaria condueix a la formulació d'una sèrie de reformes penals que són la base del que coneixem com a Dret Penal liberal, resumit en termes d'humanització general de les penes, abolició de la tortura, igualtat davant la Llei, Principi de Legalitat, proporcionalitat entre delicte i pena, etc.
Un dels més importants difusors de l'obra de Beccaria va ser Voltaire.

### Escola clàssica o liberal
El primer representant d'aquesta "escola" és Francisco Carmignani. La seva obra "Elements de Dret Criminal" proposa un sistema de Dret penal derivat de la raó, sent un dels primers a traçar un sistema científic del dret penal en llengua no germànica.
Seguint a Carmignani, però superant-lo, apareix a l'escenari de l'escola liberal Francesco Carrara, conegut com "el Mestre de Pisa". En el seu  Programma del Cors di Diritto Criminale  (1859) la construcció del sistema de Dret penal arriba a pics de depuració tècnica, tant que quan mor Carrara es comença a visualitzar el procés de demolició del dret penal liberal.

### Positivisme
Davant els avenços de la ciència i l'afany per superar l'Estat liberal no intervencionista, buscant afrontar la seva ineficàcia respecte al nou creixement de la criminalitat, neix el positivisme.
La seva idea és que la lluita contra la criminalitat s'ha de fer d'una forma integral permetent la intervenció directa de l'Estat.
Les majors crítiques contra els autors positivistes radiquen en l'oblit de les garanties individuals, ja que el seu focus és la perillositat social del delinqüent.
Escola Positivista Italiana:
El seu fundador va ser César Lombroso qui va canviar l'enfocament del delicte com a ens jurídic per dirigir-lo cap al delinqüent com a fet observable. Lombroso va escriure 'L'uomo delinquente' l'any 1876, col·locant al delinqüent com a fenomen patològic, respecte del qual sosté l'existència d'una predisposició anatòmica per delinquir, de manera que afirma l'existència d'un delinqüent nat per una malformació en el occipital esquerre.
Per Lombroso el que delinqueix és un ésser que no ha acabat el seu desenvolupament embriofetal.
Lombroso no era un jurista, per la qual cosa Enrico Ferri serà qui li doni transcendència jurídica a les teories de Lombroso. Ferri retola com 'delinqüent nat' al 'uomo delinquente' de Lombroso.
El punt central de Ferri és que per al seu positivisme el delicte no és la conducta d'un home, sinó el símptoma d'un mecanisme descompost. El delicte és símptoma de perillositat, per això la mesura de la pena està donada per la mesura de la perillositat i no de l'acte il·lícit.
Amb el 'estat perillós sense delicte' es va voler netejar la societat de vagues, alcohòlics i tot aquell que demostrés perillositat predelictual.
Amb Rafael Garófalo es completa el trio positivista italià, i amb ell queda demarcada la tesi de 'guerra al delinqüent'. Amb ell sorgeix la idea d'un 'delicte natural', ja que les cultures que no compartien les pautes valoratives europees eren tribus degenerades que s'apartaven de la recta raó dels pobles superiors, i que eren a la humanitat el que el delinqüent a la societat. El delicte natural seria el que lesioni els sentiments de pietat i justícia, que eren els pilars de la civilització occidental.

### Altres positivistes
Dins el positivisme podem citar també altres posicions, com les escoles alemanyes (Von Liszt i el seu positivisme criminològic, i Binding i el seu positivisme jurídic).
Franz von Liszt va ocupar totes les àrees acadèmiques que considerava tocant amb el delicte i va formular el que va anomenar 'gesamte Strafrechtswissenschaft' (ciència total del Dret penal), En la qual inclou al Dret penal de fons, dret processal penal, la criminologia, política criminal, entre d'altres branques.
Per Von Liszt el dret penal és 'la carta magna del delinqüent'. És a dir, no protegeix a l'ordre jurídic ni a la comunitat, sinó al subjecte que ha obrat contra ella. Disposa per a ell el dret a ser castigat només si concorren els requisits legals i dins dels límits establerts per la llei.
Von Liszt adjudica a la pena, i com a part d'un Estat intervencionista, un cap preventiu especial, rebutjant el retribucionisme. Tal prevenció té, al seu parer, un triple contingut: correcció dels delinqüents corregibles i necessitats de millora, no intervenció en cas de delinqüents no necessitats de millora i la inocuització dels delinqüents no susceptibles de millora o incorregibles. Defensa així la pena indeterminada. En tot cas, ja admet la doble via penal: penes més mesures de seguretat.
Karl Binding amb el seu positivisme jurídic va desenvolupar la teoria de les normes, on afirma que el delinqüent no viola la llei penal sinó que la compleix, el que viola és la norma prohibitiva o ordenatoria subjacent dins de la norma penal.

### La crisi del positivisme jurídic
El Positivisme entra en crisi des de finals del XIX, sorgint nous moviments doctrinals, entre ells el Neokantisme i el Finalisme.
Neokantisme de Edmund Mezger: en ell s'enquadren 2 direccions diferents: l'Escola de Marburg i l'Escola Sud-occidental Germana.
La crítica bàsica del Neokantisme al Positivisme és la insuficiència del seu concepte de ciència. El mètode de les Ciències Naturals només dona un coneixement parcial, ja que només determina allò que es repeteix. Cal afegir-hi les ciències de l'esperit i altres classes de mètodes diferents als científics naturals. Cal referir les dades de la realitat als valors d'una comunitat, el que es fa a través de les Ciències de la Cultura, entre elles el Dret.
Ha estat la base per al gran desenvolupament de la dogmàtica penal en delimitar amb claredat què és el que li corresponia estudiar a la ciència del Dret penal.

### Finalisme
El renaixement del dret natural en els primers anys de la segona postguerra mundial, era un necessari tornar a fundar el dret penal en límits precisos i garantistes.
La més modesta de totes les noves versions de la doctrina del dret natural va ser la de Hans Welzel amb la seva teoria de les estructures lògic-objectives. Es tractava d'un dret natural en sentit negatiu: no pretenia dir com hauria de ser el dret, sinó només el que no era dret. A diferència del neokantisme, per al qual el valor era el que posava ordre en el caos del món i ho feia disponible, per al ontologisme welzelià el món té diversos ordres als quals el legislador es vincula per les estructures lògiques de la realitat. Segons Welzel, quan se les ignora o fallen, el dret perd eficàcia, tret que trenqui la qual el vincula a l'estructura de l'ésser humà com a persona, i en aquest cas deixa de ser dret.

## Delicte
El delicte, en sentit estricte, és definit com a conducta o acció típica (tipificada per la llei), antijurídica (contrària a Dret), culpable i punible. Representa una conducta infraccional del Dret penal, ço és, una acció o omissió tipificada i penada per la llei.
La paraula deriva del verb llatí delinquere, que significa 'abandonar', 'apartar del bon camí', 'allunyar-se del sender assenyalat per la llei'.
La definició de delicte ha diferit i difereix encara avui entre escoles criminològiques. Alguna vegada, especialment en la tradició iberoamericana, es va mirar d'establir a través del concepte de dret natural, creant per tant el delicte natural.
Avui aquesta accepció s'ha deixat de banda i s'accepta més una reducció a certes classes de comportament que una societat, en un cert moment, decideix de punir. Així es vol alliberar de paradoxes i diferències culturals que dificulten una definició universal.

### Delicte penal i delicte civil
En alguns sistemes jurídics, com en el de Dret romà, el de l'Argentina, el de Xile, o el d'Espanya (i, generalment, diversos sistemes de la família del Dret continental), es distingeix entre "delicte civil" i "delicte penal".
El "delicte civil" és l'acte il·lícit, executat amb intenció de danyar uns altres, mentre que constitueix quasidelicte civil l'acte negligent que causa dany.
Els actes considerats com a delictes civils i quasidelictes civils, poden ésser també "delicte penal" si es troben tipificats i sancionats per la llei penal.
Un "delicte penal" no serà, alhora, "delicte civil", si no ha causat danys; com tampoc un "delicte civil" serà, alhora, "delicte penal", si la conducta il·lícita no s'ha tipificat penalment.

### Classificació dels delictes
- Dolós. Individualitzen accions per la incorporació del resultat al programa causal finalment dominat per l'agent. L'autor ha volgut la realització del fet típic. Hi ha coincidència entre el que l'autor va fer i el que va voler.
- Culpós. L'autor no ha volgut la realització del fet típic. El resultat no és producte de la seva voluntat, sinó de l'incompliment del deure de cura.
- Comissió. Sorgeixen de l'acció de l'autor. Quan la norma prohibeix fer una determinada conducta i l'actor la realitza.
- Omissió. Són abstencions, es fonamenten en normes que ordenen fer alguna cosa. El delicte es considera realitzat en el moment que va haver de realitzar l'acció omesa.
- Pròpia. Són establerts en el Codi Penal. Els pot fer qualsevol persona, n'hi ha prou amb ometre la conducta a la qual la norma obliga.
- Impròpia. No són establerts en el Codi Penal. És possible mitjançant una omissió, consumar un delicte de comissió (delictes de comissió per defecte), com a conseqüència l'autor serà reprimit per la realització del tipus legal basat en la prohibició de dur a terme una acció positiva. No qualsevol pot cometre un delicte d'omissió impròpia, és necessari que qui s'absté tingui el deure d'evitar el resultat (deure de garant). Ex. La mare que no alimenta al nadó, i en conseqüència mor. És un delicte de comissió per omissió.
- De resultat. Exigeixen la producció de determinat resultat. S'hi integren l'acció, la imputació objectiva i el resultat.
- D'activitat. Són aquells en els quals la realització del tipus coincideix amb l'últim acte de l'acció i, per tant, no es produeix un resultat separable d'ella. El tipus s'esgota en la realització d'una acció, i la qüestió de la imputació objectiva és totalment estranya a aquests tipus penals, atès que no vinculen l'acció amb un resultat. En aquests delictes no es presenta cap problema de causalitat.
- De lesió. Hi ha un dany apreciable del bé jurídic. Es relaciona amb els delictes de resultat.
- De perill. No cal que l'acció hagi ocasionat un dany sobre un objecte, sinó que és suficient que l'objecte jurídicament protegit hagi estat posat en perill de patir la lesió que es vol evitar. El perill pot ser concret quan s'ha de donar realment la possibilitat de la lesió, oabstractequan el tipus penal es redueix simplement a descriure una forma de comportament que representa un perill, sense necessitat que aquest perill s'hagi verificat. (Quan l'acció crea un risc determinat per la llei i objectivament desaprovarà, indistintament de què el risc o perill afecti o no l'objecte que el bé jurídic protegeix de manera concreta).
- Comuns. Poden ser realitzats per qualsevol. No esmenten una qualificació especial d'autor, es refereixen a l'en forma genèrica (el qual).
- Especials. Només poden ser comesos per un nombre limitat de persones: aquells que tinguin les característiques especials requerides per la llei per ser l'autor. Aquests delictes no només estableixen la prohibició d'una acció, sinó que requereixen més una determinada qualificació de l'autor. Són delictes especials propis quan fan referència al caràcter del subjecte. L': el prevaricato només pot cometre qui és jutge. Són delictes especials impropis aquells en els quals la qualificació específica de l'autor opera com a fonament d'agreujament o atenuació. Ex.: Agreujament de l'homicidi comès per l'ascendent, descendent o cònjuge (Art. 80, inc.1).

## Falta o contravenció
Una falta, en Dret penal, és una conducta antijurídica que posa en perill algun bé jurídic protegible, però que és considerat de menor gravetat i que, per tant, no és tipificada com delicte. El sistema de faltes o contravencions ha donat origen a una sub-branca del Dret Penal anomenat Dret Contravencional, o Dret de Faltes.
Les faltes compleixen amb tots els mateixos requisits que un delicte (tipicitat, antijuridicitat i culpabilitat). L'única diferència és que la pròpia llei decideix caracteritzar-la com cal, en lloc de fer-ho com a delicte, atenent a la seva menor gravetat. Aquesta característica permet que el sistema de faltes sigui menys estricte en l'ús de certes figures penals com els "tipus oberts", els delictes formals (sense dol ni culpa), la validesa de les actes de constatació, etc.
Atès que, per definició, la gravetat d'una falta és menor a la d'un delicte, les penes que s'imposen per les mateixes solen ser menys greus que les dels delictes, i s'intenta evitar les penes privatives de llibertat en favor d'altres, com les penes pecuniàries o les de privacions de drets.
Un dels casos característics del sistema de faltes són les infraccions de trànsit.